# Кубок Первого канала 2016
Кубок Первого канала 2016 — ежегодный хоккейный турнир в рамках Еврохоккейтура 2015/2016. Состоялся 15 — 18 декабря 2016 года в Москве. Участники турнира: Россия, Чехия, Швеция и Финляндия. Победитель — сборная Швеции. Выставочный матч Чехия — Финляндия прошел в Хельсинки.

## Матчи
| 15 декабря 2016 19:00 | Швеция | 3 : 1 (0:1, 1:0, 2:0) | Россия | ВТБ Ледовый дворец, Москва Зрителей: 11 770 |

| Отчёт                                                                                     | Отчёт                     | Отчёт                                         | Отчёт                                   | Отчёт                                                                            |
| ----------------------------------------------------------------------------------------- | ------------------------- | --------------------------------------------- | --------------------------------------- | -------------------------------------------------------------------------------- |
|                                                                                           |                           |                                               |                                         |                                                                                  |
|                                                                                           | Виктор Фаст — 00:00–60:00 | Вратари                                       | 00:00–59:04, 59:49–60:00 — Илья Сорокин | Судьи: Ааро Бряннаре Алекси Рантала Линейные судьи: Никита Шалагин Дмитрий Шишло |
|                                                                                           | Голы:                     |                                               |                                         | Судьи: Ааро Бряннаре Алекси Рантала Линейные судьи: Никита Шалагин Дмитрий Шишло |
| Оскар Линдблом — 27:56 Симон Бертильссон (Л. Умарк) — 58:34 Андреас Турессон — (пв) 59:49 | 1:0 1:1 1:2 1:3           | 08:56 (бол) — Владислав Гавриков (С. Шумаков) |                                         | Судьи: Ааро Бряннаре Алекси Рантала Линейные судьи: Никита Шалагин Дмитрий Шишло |
|                                                                                           |                           |                                               |                                         | Судьи: Ааро Бряннаре Алекси Рантала Линейные судьи: Никита Шалагин Дмитрий Шишло |
|                                                                                           |                           |                                               |                                         | Судьи: Ааро Бряннаре Алекси Рантала Линейные судьи: Никита Шалагин Дмитрий Шишло |
|                                                                                           |                           |                                               |                                         | Судьи: Ааро Бряннаре Алекси Рантала Линейные судьи: Никита Шалагин Дмитрий Шишло |
| 4 мин                                                                                     | Штраф                     | 6 мин                                         |                                         | Судьи: Ааро Бряннаре Алекси Рантала Линейные судьи: Никита Шалагин Дмитрий Шишло |
|                                                                                           |                           |                                               |                                         |                                                                                  |
|                                                                                           | 34 (10+10+14)             | Броски                                        | 22 (11+7+4)                             |                                                                                  |

| 15 декабря 2016 18:30 | Финляндия | 4 : 2 (2:0, 2:1, 0:1) | Чехия | Ледовый дворец «Хельсинки», Хельсинки Зрителей: 5056 |

| Отчёт | Отчёт                    | Отчёт                                                             | Отчёт                                     | Отчёт                                                                               |
| --- | ------------------------ | ----------------------------------------------------------------- | ----------------------------------------- | ----------------------------------------------------------------------------------- |
| |                          |                                                                   |                                           |                                                                                     |
| | Йони Ортио — 00:00-60:00 | Вратари                                                           | 00:00-58:11, 58:26-58:50 — Павел Францоуз | Судьи: Маркус Линде Микаэль Хольм Линейные судьи: Сакари Суоминен Маркус Хагерстрём |
| | Голы:                    |                                                                   |                                           | Судьи: Маркус Линде Микаэль Хольм Линейные судьи: Сакари Суоминен Маркус Хагерстрём |
| Миро Аалтонен — 02:49 Миро Аалтонен (М. Койвисто, С. Леписте) — 11:12 Роопе Хинтц (А. Грендаль) — 27:02 Антти Эркинюнтти (Х. Хаапала, О. Осала) — (бол) 32:52 | 1:0 2:0 2:1 3:1 4:1 4:2  | 22:45 — Давид Томашек (Р. Ричка, Я. Ержабек) 47:12 — Михал Йордан |                                           | Судьи: Маркус Линде Микаэль Хольм Линейные судьи: Сакари Суоминен Маркус Хагерстрём |
| |                          |                                                                   |                                           | Судьи: Маркус Линде Микаэль Хольм Линейные судьи: Сакари Суоминен Маркус Хагерстрём |
| |                          |                                                                   |                                           | Судьи: Маркус Линде Микаэль Хольм Линейные судьи: Сакари Суоминен Маркус Хагерстрём |
| |                          |                                                                   |                                           | Судьи: Маркус Линде Микаэль Хольм Линейные судьи: Сакари Суоминен Маркус Хагерстрём |
| 4 мин | Штраф                    | 4 мин                                                             |                                           | Судьи: Маркус Линде Микаэль Хольм Линейные судьи: Сакари Суоминен Маркус Хагерстрём |
| |                          |                                                                   |                                           |                                                                                     |
| | 19 (9+7+3)               | Броски                                                            | 25 (8+9+8)                                |                                                                                     |

| 16 декабря 2016 19:00 | Россия | 5 : 1 (3:0, 0:1, 2:0) | Чехия | ВТБ Ледовый дворец, Москва Зрителей: 11 668 |

| Отчёт | Отчёт                                      | Отчёт                             | Отчёт                      | Отчёт                                                                                     |
| --- | ------------------------------------------ | --------------------------------- | -------------------------- | ----------------------------------------------------------------------------------------- |
| |                                            |                                   |                            |                                                                                           |
| | Игорь Шестёркин — 00:00–56:27, 57:00–60:00 | Вратари                           | 00:00–60:00 — Доминик Фурх | Судьи: Ааро Бряннаре Алекси Рантала Линейные судьи: Александр Садовников Анатолий Захаров |
| | Голы:                                      |                                   |                            | Судьи: Ааро Бряннаре Алекси Рантала Линейные судьи: Александр Садовников Анатолий Захаров |
| Сергей Плотников (И. Ковальчук, А. Белов) — 05:40 Павел Дацюк (И. Ковальчук) — 08:21 Владимир Ткачев (С. Андронов, В. Антипин) — 11:27 Иван Телегин (А. Светлаков, В. Ничушкин) — 42:58 Илья Ковальчук (А. Светлаков) — (бол) 59:02 | 1:0 2:0 3:0 3:1 4:1 5:1                    | 27:47 — Томаш Зогорна (М. Йордан) |                            | Судьи: Ааро Бряннаре Алекси Рантала Линейные судьи: Александр Садовников Анатолий Захаров |
| |                                            |                                   |                            | Судьи: Ааро Бряннаре Алекси Рантала Линейные судьи: Александр Садовников Анатолий Захаров |
| |                                            |                                   |                            | Судьи: Ааро Бряннаре Алекси Рантала Линейные судьи: Александр Садовников Анатолий Захаров |
| |                                            |                                   |                            | Судьи: Ааро Бряннаре Алекси Рантала Линейные судьи: Александр Садовников Анатолий Захаров |
| 12 мин | Штраф                                      | 12 мин                            |                            | Судьи: Ааро Бряннаре Алекси Рантала Линейные судьи: Александр Садовников Анатолий Захаров |
| |                                            |                                   |                            |                                                                                           |
| | 27 (12+2+13)                               | Броски                            | 23 (5+9+9)                 |                                                                                           |

| 17 декабря 2016 12:00 | Финляндия | 2 : 4 (0:2, 2:2, 0:0 ) | Швеция | ВТБ Ледовый дворец, Москва Зрителей: 5240 |

| Отчёт                                                                                       | Отчёт                      | Отчёт | Отчёт                     | Отчёт                                                                              |
| ------------------------------------------------------------------------------------------- | -------------------------- | --- | ------------------------- | ---------------------------------------------------------------------------------- |
|                                                                                             |                            | |                           |                                                                                    |
|                                                                                             | 00:00-58:50 — Харри Сятери | Вратари | 00:00-60:00 — Виктор Фаст | Судьи: Евгений Наумов Алексей Раводин Линейные судьи: Дмитрий Шишло Никита Шалагин |
|                                                                                             | Голы:                      | |                           | Судьи: Евгений Наумов Алексей Раводин Линейные судьи: Дмитрий Шишло Никита Шалагин |
| Миро Аалтонен (С. Лепистё) — (бол) 24:33 Хенрик Хаапала (Р. Хинтц, Т. Эронен) — (бол) 28:34 | 0:1 0:2 0:3 1:3 1:4 2:4    | 05:30 — Эрик Густафссон (Л. Умарк) 16:31 — Александр Бергстрём (П. Закриссон, Д. Рундблад) 21:42 (бол) — Магнус Нюгрен (Х. Теммернес, Л. Умарк) 27:24 — Патрик Закриссон (Х. Теммернес) |                           | Судьи: Евгений Наумов Алексей Раводин Линейные судьи: Дмитрий Шишло Никита Шалагин |
|                                                                                             |                            | |                           | Судьи: Евгений Наумов Алексей Раводин Линейные судьи: Дмитрий Шишло Никита Шалагин |
|                                                                                             |                            | |                           | Судьи: Евгений Наумов Алексей Раводин Линейные судьи: Дмитрий Шишло Никита Шалагин |
|                                                                                             |                            | |                           | Судьи: Евгений Наумов Алексей Раводин Линейные судьи: Дмитрий Шишло Никита Шалагин |
| 16 мин                                                                                      | Штраф                      | 8 мин |                           | Судьи: Евгений Наумов Алексей Раводин Линейные судьи: Дмитрий Шишло Никита Шалагин |
|                                                                                             |                            | |                           |                                                                                    |
|                                                                                             | 18 (9+5+4)                 | Броски | 37 (14+14+9)              |                                                                                    |

| 18 декабря 2016 13:00 | Чехия | 4 : 1 (0:0, 2:1, 2:0) | Швеция | ВТБ Ледовый дворец, Москва Зрителей: 5150 |

| Отчёт | Отчёт                        | Отчёт                                      | Отчёт                                                    | Отчёт                                                                                       |
| --- | ---------------------------- | ------------------------------------------ | -------------------------------------------------------- | ------------------------------------------------------------------------------------------- |
| |                              |                                            |                                                          |                                                                                             |
| | Павел Францоуз — 00:00-60:00 | Вратари                                    | 00:00-57:38, 57:52-58:04, 59:46-60:00 — Йохан Густафссон | Судьи: Михаил Бутурлин Виктор Гашилов Линейные судьи: Александр Садовников Анатолий Захаров |
| | Голы:                        |                                            |                                                          | Судьи: Михаил Бутурлин Виктор Гашилов Линейные судьи: Александр Садовников Анатолий Захаров |
| Адам Полашек (Р. Коусал) — 21:13 Давид Кампф (Л. Радил) — 34:13 Якуб Ержабек (Л. Радил, Д. Кубалик) — 57:26 Ондржей Витасек (В. Соботка) — (пв) 59:46 | 1:0 1:1 2:1 3:1 4:1          | 31:37 — Эмиль Юханссон (Й. Рино, Л. Умарк) |                                                          | Судьи: Михаил Бутурлин Виктор Гашилов Линейные судьи: Александр Садовников Анатолий Захаров |
| |                              |                                            |                                                          | Судьи: Михаил Бутурлин Виктор Гашилов Линейные судьи: Александр Садовников Анатолий Захаров |
| |                              |                                            |                                                          | Судьи: Михаил Бутурлин Виктор Гашилов Линейные судьи: Александр Садовников Анатолий Захаров |
| |                              |                                            |                                                          | Судьи: Михаил Бутурлин Виктор Гашилов Линейные судьи: Александр Садовников Анатолий Захаров |
| 12 мин | Штраф                        | 6 мин                                      |                                                          | Судьи: Михаил Бутурлин Виктор Гашилов Линейные судьи: Александр Садовников Анатолий Захаров |
| |                              |                                            |                                                          |                                                                                             |
| | 21 (5+8+8)                   | Броски                                     | 31 (6+15+10)                                             |                                                                                             |

| 18 декабря 2016 17:00 | Россия | 4 : 3 (3:1, 1:1, 0:1) | Финляндия | ВТБ Ледовый дворец, Москва Зрителей: 11 970 |

| Отчёт | Отчёт                         | Отчёт | Отчёт                    | Отчёт                                                                       |
| --- | ----------------------------- | --- | ------------------------ | --------------------------------------------------------------------------- |
| |                               | |                          |                                                                             |
| | Игорь Шестёркин — 00:00-60:00 | Вратари | 00:00-58:35 — Йони Ортио | Судьи: Павел Ходек Рене Храдил Линейные судьи: Дмитрий Силов Сергей Шилянин |
| | Голы:                         | |                          | Судьи: Павел Ходек Рене Храдил Линейные судьи: Дмитрий Силов Сергей Шилянин |
| Максим Шалунов (И. Любушкин, В. Антипин) — 01:37 Егор Яковлев (С. Плотников) — (бол) 07:31 Иван Телегин (Б. Киселевич, И. Ожиганов) — 09:36 Илья Ковальчук (П. Дацюк) — 32:53 | 0:1 1:1 2:1 3:1 4:1 4:2 4:3   | 00:46 — Харри Песонен (Й. Манкинен) 36:46 — Хенрик Хаапала (Т. Хартикайнен, М. Аалтонен) 40:15 — Миро Аалтонен (Т. Хартикайнен) |                          | Судьи: Павел Ходек Рене Храдил Линейные судьи: Дмитрий Силов Сергей Шилянин |
| |                               | |                          | Судьи: Павел Ходек Рене Храдил Линейные судьи: Дмитрий Силов Сергей Шилянин |
| |                               | |                          | Судьи: Павел Ходек Рене Храдил Линейные судьи: Дмитрий Силов Сергей Шилянин |
| |                               | |                          | Судьи: Павел Ходек Рене Храдил Линейные судьи: Дмитрий Силов Сергей Шилянин |
| 6 мин | Штраф                         | 6 мин |                          | Судьи: Павел Ходек Рене Храдил Линейные судьи: Дмитрий Силов Сергей Шилянин |
| |                               | |                          |                                                                             |
| | 26 (13+7+6)                   | Броски | 35 (9+11+15)             |                                                                             |

## Итоговая таблица
| М | Сборная   | И | В | ВО | ПО | П | ШЗ | ШП | О |
| - | --------- | - | - | -- | -- | - | -- | -- | - |
| 1 | Швеция    | 3 | 2 | 0  | 0  | 1 | 8  | 7  | 6 |
| 2 | Россия    | 3 | 2 | 0  | 0  | 1 | 10 | 7  | 6 |
| 3 | Финляндия | 3 | 1 | 0  | 0  | 2 | 9  | 10 | 3 |
| 4 | Чехия     | 3 | 1 | 0  | 0  | 2 | 7  | 10 | 3 |

## Лучшие игроки турнира
| Вратарь    | Игорь Шестеркин |
| Защитник   | Давид Рундблад  |
| Нападающий | Илья Ковальчук  |

## Лучшие бомбардиры
| М | Игрок          | И | Г | П | О |
| - | -------------- | - | - | - | - |
| 1 | Миро Аалтонен  | 3 | 4 | 1 | 5 |
| 2 | Илья Ковальчук | 3 | 2 | 2 | 4 |
| 3 | Линус Умарк    | 3 | 0 | 4 | 4 |
| 4 | Хенрик Хаапала | 3 | 2 | 1 | 3 |

## Победитель
| Победитель Кубка Первого канала 2016 |
| Швеция Четвертый титул               |